# Ducherow
Ducherow ist eine Gemeinde im Landkreis Vorpommern-Greifswald in Mecklenburg-Vorpommern, Deutschland. Sie wird vom Amt Anklam-Land mit Sitz in der Gemeinde Spantekow verwaltet. Ducherow bildet für seine Umgebung ein Grundzentrum.

## Geografie
Ducherow liegt am Westrand der Ueckermünder Heide. Anklam liegt rund 13 Kilometer nordwestlich und Ueckermünde etwa 20 Kilometer östlich der Gemeinde.

## Gemeindegliederung
Zur Gemeinde Ducherow gehören folgende Ortsteile:
| - Busow - Ducherow - Kurtshagen - Löwitz | - Marienthal - Neuendorf A - Rathebur | - Schmuggerow - Schwerinsburg - Sophienhof |

## Geschichte

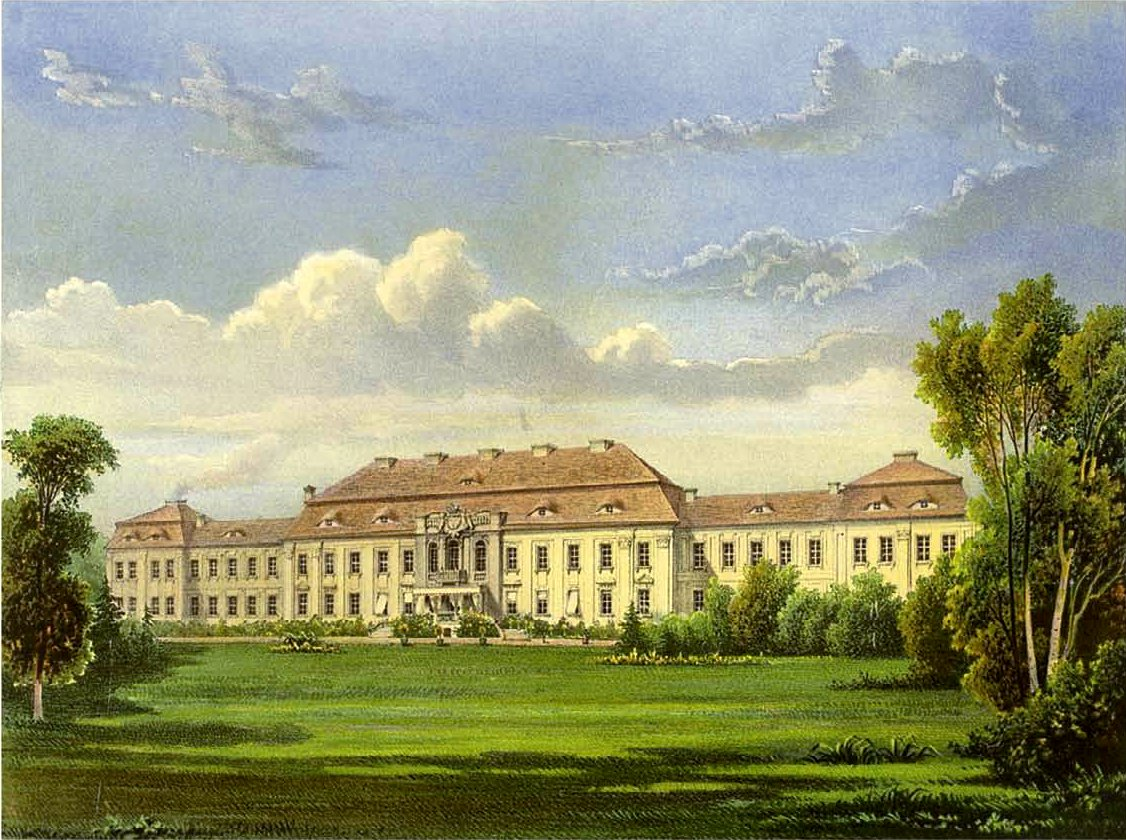
Schloss Schwerinsburg um 1857/58, Sammlung Alexander Duncker

Ducherow ist die bevölkerungsreichste Gemeinde im Amt. Sie war bis zum 31. Dezember 2004 Sitz des Amtes Ducherow.

### Geschichte der Ortsteile

#### Busow
Busow wurde 1278 als Bussow urkundlich erstmals erwähnt. Der Name belegt eine slawische Gründung, er soll so viel wie Gotteszorn oder Gottesruhm bedeuten.

#### Ducherow
Ducherow wurde 1229 als Dogodowe erstmals und dann 1328 als Ducherow in heutiger Schreibweise urkundlich genannt. Der Name wird aus dem Slawischen mit vor dem Hügel gedeutet.

#### Kurtshagen
Kurtshagen wurde 1779 als Curtshagen erstmals urkundlich erwähnt. Es ist dem Namen nach eine deutsche Gründung. „Hagen“ bedeutet Wald, das „Curt“ könnte vom Namen des Gründers abgeleitet sein. Es wurde als Rittergut auf der Feldmark von Neuendorfer A angelegt.

#### Löwitz
Löwitz wurde urkundlich erstmals 1533 als Lowitz genannt. Der slawische Gründungsname wurde mit „Rindenbach“ gedeutet.

#### Marienthal
Marienthal wurde 1776 erstmals urkundlich mit aktuellem Namen genannt. Es war als neues Vorwerk zu Rathebur angelegt worden. Aus diesem Gutsvorwerk entwickelte sich ein Gut ohne den klassischen Status eines landtagsfähigen Rittergutes. Das alte Vorwerk Marienthal erbaute man einst nach dem Neuen allgemeinen deutschen Adels-Lexicon 1776 mit Hilfe königlicher Gnadengelder.
Das Gutshaus mit den Stallanlagen wurde um 1900 neu errichtet. Durch die hohen Bodenwerte war die wirtschaftliche Lage relativ gut. 1914 gehörte Marienthal dem Gerd Christoph Graf Schwerin auf Sophienhof. Gut Marienthal war zeitgleich 550 ha groß. 1921 war dessen jüngster Sohn Hans-Heinrich Graf von Schwerin im Minorat noch der Eigentümer der 499 ha. Der letzte Gutsbesitzer war wohl Herr Weiblinger. Nach dem letztmals amtlich publizierten Güter-Adressbuch Pommern von 1939 scheint das Gut aufgesiedelt worden zu sein. Nachgewiesen sind hier nur noch drei Bauernhöfe um die 30 ha in Erbpacht. Lediglich der Hof des Landwirts Walter Ernst trägt die Bezeichnung G, mit 31 ha. Von einem offiziellen Restgut findet sich keine Erwähnung. Das Gutshaus wurde an zwei Neubauern aufgeteilt. Der Baukörper des Gutshauses ist ein langgestreckter einfacher Putzbau. Es wurde teilweise renoviert, zeigt durch seine Eigentums-Zweiteilung aber eine unvorteilhafte Ansicht. Auch die ehemaligen Gutsgebäude sind zu LPG-Zeiten verändert worden. Der ehemalige Gutspark wurde teilweise überbaut und ist nur noch in Resten vorhanden. Die Parkmauer wurde wohl zugunsten der Baumaterialgewinnung nach 1945 abgeräumt.

#### Neuendorf A
1317 erfolgte die erste urkundliche Erwähnung des Ortes Neuendorf. Neuendorf A wurde als Niendorp 1618 in der Lubin’schen Karte genannt. Mit dem Zusatz A wurde es erstmals 1779 geschrieben, dann wieder lange ohne oder wechselnd mit a oder b und erst ab 1957 offiziell mit A.

#### Rathebur
Rathebur wurde erstmals im Jahr 1271 als „Ratebur“ urkundlich erwähnt. Der slawische Name bedeutet wohl „Der Kampfesfrohe“.

#### Schmuggerow
Im Park steht an dessen Südrand ein Turmhügel, der aus archäologischer Sicht aus der frühdeutschen Zeit nach 1230 stammt. Schmuggerow selbst wurde 1407 erstmals als „Smuggerow“ urkundlich erwähnt. Der Name ist slawischen Ursprungs und bedeutet „Torflager“.
Schmuggerow ist ein Angerdorf, obwohl es vom Gut dominiert wurde. Es war einst einer der beiden Hauptsitze des pommerschen Adelsgeschlecht der von Köppern. Ein Oberstleutnant von Köppern stiftete später für Schmuggerow einen Familienfideikommiss. Vormals gehörte zur Begüterung das Vorwerk Kiewitzdamm. Das Gut ist nur noch in Teilen erhalten, das Gutshaus wurde rekonstruiert. Der große Park in dessen Mitte das Gutshaus, Schloss genannt, steht, ist auch nur noch in Teilen erhalten, weil er nach 1945 teilweise bebaut wurde. Das im klassizistischen Stil mit barocken Akzenten erbaute Schloss/Gutshaus im sächsischen Landhausstil befindet sich in der Mitte des Gutsparks. Gebaut wurde es von der Familie von Schwerin, die seit 1560 in Löwitz und Schmuggerow ansässig war und ab 1494 als Lehen von Spantekow, dem Hauptsitz des Adelsgeschlechts, galt. Dieser Bau entstand 1870/71 und gehörte zum Besitz der Familie von Schwerin. Es wurde von dem bekannten Architekten Otto Brückwald für die Tochter des Grafen Maximillian von Schwerin erbaut. Es ist zweigeschossig und besitzt einen Keller. Der Eingang bildet die Mitte des symmetrischen Baus und führt über eine breite Treppe ins Innere. Auffallend ist auch der Mittelrisalit mit Dreiecksgiebel. Das Gut Schmuggerow bestand eigentlich aus zwei Herrenhäusern. Ein neues Gutshaus ließ sich nach 1815 der damalige kurzzeitige Gutsbesitzer Keibel, Syndikus der Pommerschen Landschaft, westlich des Schlosses erbauen. Nach diesem Intermezzo erwarben die Grafen von Schwerin den Besitz wieder. Zunächst stand Graf Carl Gustav Schwerin (1808–1864) in den Matrikeln vor 1842, dann ab 1851 nach wirtschaftlichen Schwierigkeiten das Herrenhaus-Mitglied Graf Viktor Schwerin-Schwerinsburg. 1865 erhielt die Tochter des Hauses Luise, vermählte Gräfin Kanitz, das 809 ha große Gut, als Mitgift. Sie heiratete den späteren Generalleutnant Rudolf Graf Kanitz, der zeitweise die Geschäfte der Kommandantur zu Potsdam führte. Das Paar lebte auch lange in dieser preußischen Residenzstadt. Den Ruhestand verbrachte die Familie auf Schmuggerow. Graf Kanitz wurde in der pommerschen Region ehrenamtlich als Stifts-Kurator aktiv.
Letzter Besitzer vom 665 ha Gut bis zur Bodenreform war aber Manfred Graf von Schwerin-Ducherow, verheiratet mit der Offizierstochter Hertha von Nostitz. Das Ehepaar lebte auf Schmuggerow, war Mitglied der Deutschen Adelsgenossenschaft und wohnte nach 1945 u. a. in Bielefeld.
Im Jahr 1997 wurde das Schloss nach alten Zeichnungen saniert und präsentiert sich heute als Familienschloss mit 17 Schlafzimmern und einem Festsaal in der ersten Etage. Es beherbergt das Schlosshotel, 13 Ferienwohnungen und ein Restaurant im Schlosskeller. Der Park kann begangen werden. In ihm liegt das Grab von Erna Raabe von Holzhausen, einer Malerin und Freundin der Familie von Schwerin.
Seit 1895 wurde Schmuggerow von der Kleinbahnlinie Anklam-Gellendin-Uhlenhorst tangiert, die wie alle Kleinbahnen 1945 demontiert und als Reparation an die UdSSR ging.

#### Schwerinsburg
Der heutige Ortsteil Schwerinsburg hieß früher Cummerow. Er wurde 1733 bei einem Besuch König Friedrich Wilhelms I. von Preußen von diesem nach Kurt Christoph Graf von Schwerin, der das dortige Schloss erbaut hatte, in Schwerinsburg umbenannt.

#### Sophienhof

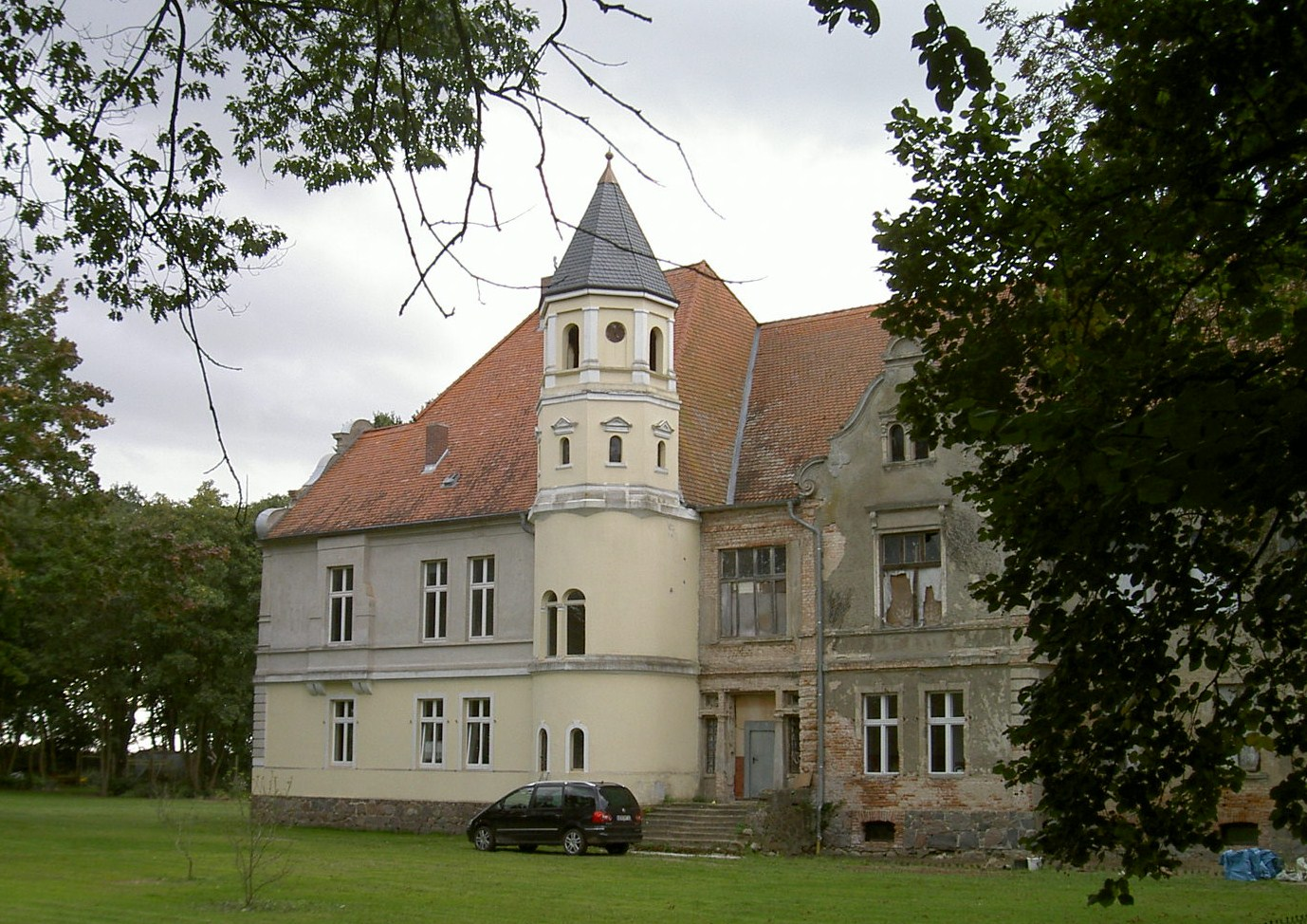
Teilrekonstruiertes Gutshaus Sophienhof

Sophienhof wurde als solches 1631 erstmals genannt. Es war ursprünglich ein Vorwerk zu Löwitz, diese Flur hieß vorher „Hagedorn“.
Das Vorwerk Sophienhof gehörte wirtschaftlich zum Rittergut Löwitz. 1494 wies ein Zabel von Schwerin nach, dass sich Sophienhof im Pfandbezirk der Familie von Schwerin befand. Der Ort wurde nach Sophie Juliane von Schwerin, der Schwester des Feldmarschalls Curt Christoph von Schwerin, benannt.
Zuvor trug der Ort den Namen Hagedorn. Das Gut Sophienhof machte sich um die Pferde- und Rinderzucht verdient, wobei hierfür Schwerin 1910 hohe Auszeichnungen erhielt. Letzte Grundbesitzer waren der preußische Kammerherr und Johanniterritter Gerd Christoph Graf Schwerin-Schwerinsburg (1857–1916). Dann folgte als Gutsherrin seine Schwiegertochter Margarete von Schwerin, geborene von Heynitz-Dröschkau, bis zur Scheidung 1935 Ehefrau des Dr. jur. Hans Bogislav Graf von Schwerin. Dieser, der eigentliche Erbe, war preußischer Referendar und zeitweilig Distriktchef in Deutsch-Südwestafrika. Das Rittergut Sophienhof hatte 1939 einen Umfang von 417 ha und wurde durch die Landberatung verwaltet. Nach 1945 diente das Gutshaus als Unterkunft für Umsiedler.

### Geschichte der Wohnplätze und Wüstungen
Brandshof

Brandshof wurde erstmals als Hammelstall 1822 genannt. Ab 1865 hieß der Wohnplatz dann Brandshof und bestand nur aus einem heute noch vorhandenen Forsthaus.
Heidberg

Ursprünglich war an dieser Stelle die große Ziegelei von Ducherow. Diese stellte nach der Wende den Betrieb ein und verfiel zur Ruine. Die verbliebenen Ziegelei-Wohngebäude und die später hinzugekommenen Eigenheime bildeten dann den Wohnplatz Heidberg.
Heidemühl

Heidemühl wurde erstmals 1320 als Heytmolen urkundlich erwähnt. 1822 wurde der aktuelle Name verzeichnet. Nach dem Namen hat hier eine Wassermühle bestanden, von der wir aber nichts wissen. Der Wohnplatz besteht aus einem Forsthaus mit dem Namen Heidemühl (1865 eingerichtet) und daneben ein Wirtshaus, beide sind laut MTB vor 1880 entstanden.
Mootsch

Mootsch ist erstmals in dem Meßtischblatt von 1880 als Einzelgehöft verzeichnet. Es führt auch heute noch die Bezeichnung nach einem älteren Flurnamen. Es liegt südwestlich von Ducherow am Waldrand.
Werder

Werder wurde erstmals 1851 erwähnt. Es ist ein Vorwerk zum Gut Schwerinsburg. Es wurde bereits im preußischen Urmesstischblatt 1835 dargestellt. Es liegt nur ca. 800 m südöstlich vom Gut. Heute ist dort nur ein kleines Gehöft vorhanden, der Wohnplatz ist in den Ort Schwerinsburg integriert.
Mollwitz (Wüstung)

Mollwitz wurde erstmals 1822 als „Molwitz“ genannt. Mollwitz war seit 1741 ein Vorwerk – Holländerei zum Gut Ducherow. Es lag westlich unweit von Ducherow. Es wurde noch bis 1891 genannt, ist aber noch im MTB (Messtischblatt) von 1920 eingezeichnet, danach ist es wüst gefallen. Heute ist es eine Unlandfläche.
Nach einer anderen Quelle (Gloed-1924) soll der frühere Name „Pitzerow“ gewesen sein.
Wilhelmshof (Wüstung)

Der Ort wurde 1822 erstmals als „Kiewitzdam“, später auch als „Wilhelmshof“ genannt. Es wurde als Vorwerk zu Schmuggerow angelegt, es lag nördlich vom Gut (Landweg heißt heute noch Kiebitzdamm). Nach 1865 nicht mehr genannt, es ist scheinbar wüst. Zwei Gehöfte in der Gegend heißen heute Ausbau.
Luisenau (Wüstung)

Luisenau gehörte zur alten Gemeinde Löwitz. Die genaue Lage ist nicht mehr zu ermitteln, wird aber in den nordöstlich in den MTB 1880 bis 1920 aufgezeigten Abbauen von Löwitz zu suchen sein. Luisenau wurde als solches 1957 in die Ortslisten aufgenommen. In den 1970er Jahren wurden viele abseits gelegene Gehöfte zur Flurbereinigung und Schaffung großer Agrarflächen aufgegeben und abgeräumt. Das scheint hier auch der Fall zu sein, in Satellitenaufnahmen sind die abgeräumten Flächen erkennbar.

### Eingemeindungen
Zeitgleich mit den Kommunalwahlen am 7. Juni 2009 wurden die bis dahin eigenständigen Gemeinden Löwitz und Rathebur nach Ducherow eingemeindet. Zum 1. Januar 2012 folgte Neuendorf A.

## Bevölkerung
| Jahr | Einwohner |
| ---- | --------- |
| 1990 | 2547      |
| 1995 | 2490      |
| 2000 | 2394      |
| 2005 | 2183      |
| 2010 | 2589      |
| 2015 | 2558      |

| Jahr | Einwohner |
| ---- | --------- |
| 2020 | 2421      |
| 2021 | 2408      |
| 2022 | 2346      |
| 2023 | 2329      |

 Stand: 31. Dezember des jeweiligen Jahres

## Politik

### Gemeindevertretung
Die Gemeindevertretung von Ducherow besteht aus 12 Mitgliedern. Die Kommunalwahl am 9. Juni 2024 führte bei einer Wahlbeteiligung von 60,7 % zu folgendem Ergebnis:
| Partei / Wählergruppe            | Stimmenanteil 2019 | Sitze 2019 |  | Stimmenanteil 2024 | Sitze 2024 |
| -------------------------------- | ------------------ | ---------- |  | ------------------ | ---------- |
| Wählergruppe Bündnis Ducherow    | –                  | –          |  | 34,2 %             | 4          |
| CDU                              | 42,6 %             | 5          |  | 30,3 %             | 3          |
| Einzelbewerber Martin Weitmann   | 08,4 %             | 1          |  | 22,1 %             | 1          |
| Vorwärts Ducherow (VD)           | –                  | –          |  | 07,6 %             | 1          |
| Einzelbewerberin Ramona Behm     | 06,0 %             | 1          |  | 05,8 %             | 1          |
| SPD                              | 10,4 %             | 1          |  | –                  | –          |
| Einzelbewerber Michael Scharff   | 09,9 %             | 1          |  | –                  | –          |
| Die Linke                        | 08,1 %             | 1          |  | –                  | –          |
| Einzelbewerberin Marie Wiedemann | 08,0 %             | 1          |  | –                  | –          |
| Einzelbewerber Jens-Uwe Heiden   | 06,6 %             | 1          |  | –                  | –          |
| Insgesamt                        | 100 %              | 12         |  | 100 %              | 10         |

Bei der Wahl 2024 entfielen auf den Einzelbewerber Martin Weitmann entsprechend seinem Stimmenanteil drei Sitze. Daher bleiben in der Gemeindevertretung zwei Sitze unbesetzt.

### Bürgermeister
- 1994–2007: Bernd Schubert (CDU)
- 2014–2024: Bernd Schubert (CDU)
- seit 2024: Martin Weitmann (parteilos)

Schubert wurde bei der Bürgermeisterwahl am 16. Mai 2019 mit 57,5 % der gültigen Stimmen wiedergewählt. Bei der Bürgermeisterwahl am 9. Juni 2024 wurde Weitmann mit 71,3 % der gültigen Stimmen zu seinem Nachfolger gewählt. Seine Amtsdauer beträgt fünf Jahre.

### Wappen
| Wappen von Ducherow | Blasonierung: „In Silber aus einem grünen Dreiberg wachsend, ein golden bewehrter roter Greif mit ausgeschlagener roter Zunge, in den Fängen eine rote Raute haltend.“ |
| Wappen von Ducherow | Wappenbegründung: In dem Wappen wird mit dem roten Greifen die Zugehörigkeit der Gemeinde zum Landesteil Vorpommern verdeutlicht. Die Raute ist dem Wappen der Grafen von Schwerin entlehnt, das im ersten Feld in Silber eine rote Raute zeigt. Sie soll an die Familie erinnern, die über Jahrhunderte Besitzer von Ducherow und Umgebung war. Mit dem Dreiberg wird auf den Heidberg und den gleichnamigen Ortsteil verwiesen. Das Wappen wurde von dem Sagarder Gerhard Koggelmann gestaltet. Es wurde am 10. Juli 1992 durch das Ministerium des Innern genehmigt und unter der Nr. 60 der Wappenrolle des Landes Mecklenburg-Vorpommern registriert. |

### Flagge

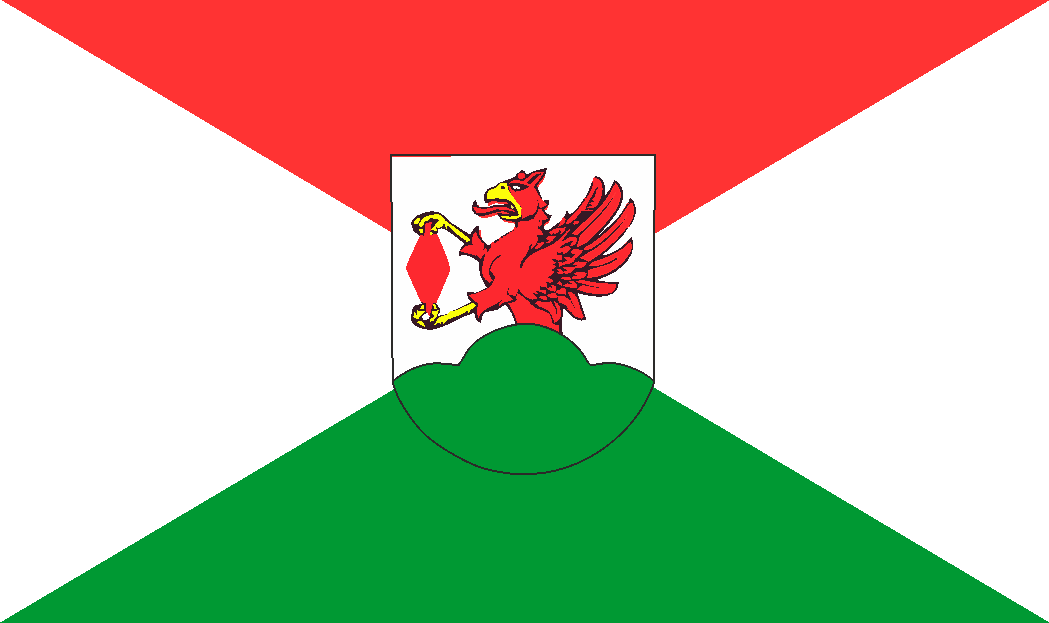
Flagge der Gemeinde Ducherow

Die Flagge wurde von dem Wismarer Roland Bornschein gestaltet und am 30. August 1993 durch das Ministerium des Innern genehmigt.
Die Flagge ist schräg geviert und zeigt vier gleichschenklige Dreiecke. Das Dreieck an der Oberkante ist rot, das an der Unterkante ist grün, die Dreiecke am Liek und am Flugsaum sind weiß. In der Mitte des Flaggentuchs liegt über allem das Gemeindewappen, das die Hälfte der Höhe des Flaggentuchs einnimmt. Die Höhe des Flaggentuchs verhält sich zur Länge wie 2:3.

### Dienstsiegel
Das Dienstsiegel zeigt das Gemeindewappen mit der Umschrift „GEMEINDE DUCHEROW * LANDKREIS VORPOMMERN-GREIFSWALD“.

## Sehenswürdigkeiten
- Motorradmuseum Ducherow
- Kirche Ducherow, mittelalterlicher Findlingsbau aus dem 13. Jahrhundert
- Bugenhagenstift, heute Evangelisches Diakoniewerk Bethanien Ducherow
- Kapelle Busow
- Kirche Rathebur
- Kirche Schmuggerow
- Gutsanlagen und Park Schwerinsburg und Löwitz
- Bronzezeitliches Hügelgräberfeld bei Löwitz
- Turmhügel Sophienhof
- Naturschutzgebiete im Peenetal

## Verkehr
Ducherow liegt an der Bundesstraße 109. Die Bahnstrecke Angermünde–Stralsund führt durch das Gemeindegebiet. Der Bahnhof Ducherow wird von der Regional-Express-Linie RE 3 (Falkenberg (Elster)–Berlin–Stralsund) bedient.
Früher zweigte am Bahnhof Ducherow die auf die Insel Usedom führende Bahnstrecke Ducherow–Heringsdorf–Wolgaster Fähre ab, die heute nur auf ihrem auf der Insel liegenden Teil zwischen Swinemünde und Wolgast befahrbar ist. Eine Wiederinbetriebnahme ab Ducherow setzt den Wiederaufbau der Hubbrücke Karnin oder den Neubau einer Eisenbahnbrücke zwischen dem pommerschen Festland und Usedom voraus. Durch seine solche Verbindung würde sich die Fahrzeit zwischen Berlin und Usedom auf etwa zwei Stunden reduzieren und damit etwa halbieren lassen.

## Persönlichkeiten

### Söhne und Töchter der Gemeinde und ihrer Ortsteile
- Dettlof von Schwerin (1650–1707), General, in Löwitz geboren
- Hans Bogislav von Schwerin (1683–1747), preußischer Diplomat, in Löwitz geboren
- Kurt Christoph von Schwerin (1684–1757), preußischer General, in Löwitz geboren
- Heinrich von Schwerin (1776–1839), Landrat, in Schwerinsburg geboren
- Victor von Schwerin (1814–1903), Rittergutsbesitzer, in Schwerinsburg geboren
- Otto Heyden (1820–1897), Maler, in Ducherow geboren
- Paul Jonas (1830–1913), Bankier, in Schwerinsburg geboren
- Heinrich von Schwerin (1836–1888), Politiker (Deutschkonservative Partei), in Schwerinsburg geboren
- Karl von Schwerin (1844–1901), Verwaltungsbeamter, in Schwerinsburg geboren
- Elfi Zinn (* 1953), Leichtathletin, in Rathebur geboren

### Mit Ducherow verbundene Persönlichkeiten
- Otto Magnus von Schwerin (1701–1777), preußischer General, lebte in Busow
- Wilhelm Quistorp (1824–1887), Pastor in Ducherow von 1858 bis 1882, gründete das Bugenhagenstift, heute Evangelisches Diakoniewerk Bethanien Ducherow
- Bernhard von Schwerin (1831–1906), Großgrundbesitzer in Ducherow
- Bernd Schubert (* 1955), Politiker (CDU), Bürgermeister von Ducherow

## Sonstiges
Literarische Erwähnung findet Ducherow in Hans Falladas Roman Kleiner Mann – was nun? von 1932. Die Hauptfigur Johannes Pinneberg lebt und arbeitet in diesem Dorf, dort beginnt auch sein Eheleben mit seiner von ihm „Lämmchen“ genannten Frau Emma.
Weiterhin kommt Ducherow in Renate Meinhofs Buch Das Tagebuch der Maria Meinhof: April 1945 bis März 1946 in Pommern. Eine Spurensuche vor.